# Campeonato Mundial Femenino de Ajedrez 1934
El Campeonato mundial femenino de ajedrez de 1934 fue la 5ª edición de la máxima competición de ajedrez femenino. Fue disputado en la casa del ajedrecista Max Euwe, en la ciudad de Róterdam entre el 21 y 25 de marzo. En este, se enfrentaron la campeona del mundo, Vera Menchik contra la alemana Sonja Graf. Fue la primera edición de este torneo no organizada por la FIDE, sino por las mismas jugadoras, al igual que sucedía con su equivalente absoluto.

### Encuentro
|              | 1 | 2 | 3 | 4 | Res. |
| ------------ | - | - | - | - | ---- |
| Vera Menchik | 0 | 1 | 1 | 1 | 3    |
| Sonja Graf   | 1 | 0 | 0 | 0 | 1    |